# Radny

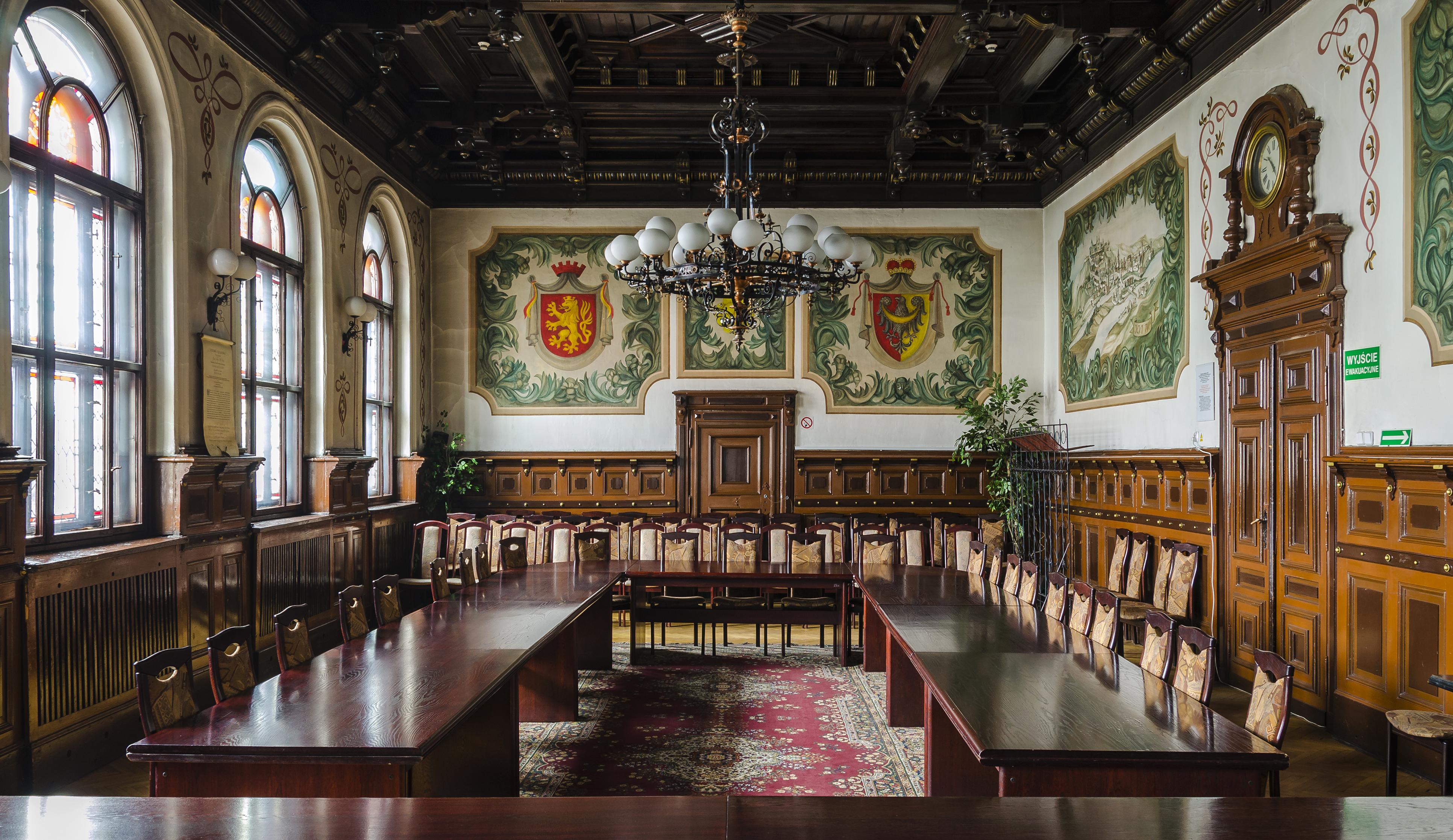
Sala Rajców w ratuszu w Kłodzku

Radny (staropol. radźca, póź. rajca) – członek rady. Radnym może zostać każdy obywatel, który ukończył 18 lat i ma zaświadczenie o niekaralności. W Polsce najczęściej mianem radnych określa się członków wybieralnych organów samorządowych, np. rady gminy czy rady powiatu.
W Polsce wybiera się radnych czterech szczebli: wojewódzkim, powiatowym, gminnym oraz jednostek pomocniczych gminy (sołectwa, dzielnice, osiedla).
Radny jest przedstawicielem władzy lokalnej. Wykonując swoje prawa i obowiązki, powinien kierować się przede wszystkim dobrem wspólnoty samorządowej. Radnemu jako członkowi organu kolegialnego przysługuje roszczenie o zwrot kosztów podróży i prawo do diety. Wysokość pensji przysługującej radnemu nie może w ciągu miesiąca przekroczyć półtorakrotnej kwoty bazowej określonej w ustawie budżetowej, dla osób zajmujących kierownicze stanowiska państwowe. Radny korzysta z ochrony przewidzianej dla funkcjonariuszy publicznych. Głównym obowiązkiem radnego jest praca społeczna.
Do podstawowych czterech funkcji radnego należą:
- utrzymanie stałej więzi z mieszkańcami i ich organizacjami,
- uczestniczenie w pracach rady i jej komisji oraz innych instytucji samorządowych, do których został wybrany lub desygnowany,
- wybór przewodniczącego rady,
- reprezentowanie wyborców w radzie gminy i w innych instytucjach samorządowych oraz troszczenie się o ich sprawy.

Wybrani radni podejmują najważniejsze decyzje w sprawach dotyczących gmin, powiatów, województw. Decydują na przykład o utrzymaniu szkół, przedszkoli, ośrodków zdrowia, remontach ulic i ochronie środowiska naturalnego.

## Obowiązki wynikające ze sprawowania mandatu radnego
- Radny nie może wykonywać swojej funkcji lub używać swoich wpływów w prywatnym interesie, w celu osiągnięcia korzyści osobistej.
- Radny powstrzymuje się od wydawania decyzji dotyczących bezpośrednio lub pośrednio jego osobistego interesu, wcześniej sygnalizując o takiej sytuacji.
- Podczas wydawania decyzji władczych radny nie może kierować się własnym bezpośrednim lub pośrednim interesem.
- Radny zobowiązany jest do przestrzegania dyscypliny finansowej i budżetowej.
- Radny podporządkowuje się zasadom nadzoru wewnętrznego i zewnętrznego.
- Radny nie powinien nigdy ujawniać, czy używać poufnych informacji dla odnoszenia osobistych korzyści lub dyskredytowania rady.

## Ograniczenia radnych

### Kandydatem na radnego nie może zostać
- osoba pozbawiona praw publicznych prawomocnym orzeczeniem sądu,
- osoba pozbawiona praw wyborczych prawomocnym orzeczeniem Trybunału Stanu,
- osoba ubezwłasnowolniona prawomocnym orzeczeniem sądu,
- osoba skazana prawomocnym wyrokiem na karę pozbawienia wolności za przestępstwo umyślne ścigane z oskarżenia publicznego lub umyślne przestępstwo skarbowe,
- osoba, wobec której wydano prawomocne orzeczenie sądu stwierdzającego utratę prawa wybieralności, o którym mowa w art. 21a ust. 2a ustawy z dnia 18 października 2006 r. o ujawnianiu informacji o dokumentach organów bezpieczeństwa państwa z lat 1944–1990 oraz treści tych dokumentów,
- osoba, która została pozbawiona biernego prawa wyborczego w państwie członkowskim Unii Europejskiej, którego jest obywatelem (dotyczy to obywateli UE, którzy nie są jednocześnie obywatelami polskimi)[1].

### Ograniczenia w sprawowaniu mandatu
Nie może on nawiązać stosunku pracy w urzędzie, w którym uzyskał mandat. Radni nie mogą podejmować dodatkowych zajęć ani otrzymywać darowizn mogących podważyć zaufanie wyborców do wykonywania mandatu. Mandatu radnego nie można nadużywać. Radny nie może także powoływać się na swój mandat w związku z podjętymi dodatkowymi zajęciami bądź działalnością gospodarczą prowadzoną na własny rachunek lub wspólnie z innymi osobami. Nie może prowadzić działalności gospodarczej na własny rachunek lub wspólnie z innymi osobami z wykorzystaniem mienia komunalnego jednostki, w której radny uzyskał mandat, a także zarządzać taką działalnością lub być przedstawicielem czy pełnomocnikiem w prowadzeniu takiej działalności.

### Zasady dotyczące radnych gmin
Zgodnie z ustawą o samorządzie gminnym i innymi ustawami radny gminy nie może:
- wykonywać pracy w ramach stosunku pracy w urzędzie gminy, w której uzyskał mandat (art. 24a ust. 1 i art. 24b ust. 1);
- pełnić funkcji kierownika gminnej jednostki organizacyjnej oraz jego zastępcy (art. 24a ust. 2 i art. 24b ust. 1);
- wykonywać pracy na podstawie umowy cywilnoprawnej (art. 24d);
- podejmować dodatkowych zajęć ani otrzymywać darowizn mogących podważyć zaufanie wyborców do wykonywania mandatu zgodnie z art. 23a ust. 1 (art. 24e ust. 1);
- prowadzić działalności gospodarczej na własny rachunek lub wspólnie z innymi osobami z wykorzystaniem mienia komunalnego gminy, w której radny uzyskał mandat, a także zarządzać taką działalnością lub być przedstawicielem czy pełnomocnikiem w prowadzeniu takiej działalności (art. 24f ust. 1);
- być członkami władz zarządzających lub kontrolnych i rewizyjnych ani pełnomocnikami spółek handlowych z udziałem gminnych osób prawnych lub przedsiębiorców, w których uczestniczą takie osoby (art. 24f ust. 2);
- posiadać pakietu większego niż 10% udziałów lub akcji w spółkach prawa handlowego z udziałem gminnych osób prawnych lub przedsiębiorców, w których uczestniczą takie osoby (art. 24f ust. 5);
- sprawować mandatu posła lub senatora (art. 25b pkt 1);
- wykonywać funkcji wojewody lub wicewojewody (art. 25b pkt 2);
- być członkiem organu innej jednostki samorządu terytorialnego (art. 25b pkt 3);
- pełnić funkcji wójta lub zastępcy wójta w tej samej albo innej gminie (art. 27 pkt 2). Poza tym zakazy łączenia różnych funkcji i działalności z mandatem radnego zawarte są w przepisach innych ustaw. Chodzi tu przede wszystkim o przepisy regulujące funkcjonowanie instytucji i organów państwowych, nakładające zakaz sprawowania mandatu radnego na pracowników tych instytucji lub członków organów. Najważniejsze z nich to:
- zakaz łączenia mandatu radnego z członkostwem w samorządowym kolegium odwoławczym – art. 9 ust. 1 pkt 2 ustawy z dnia 12 października 1994 r. o samorządowych kolegiach odwoławczych (Dz.U. z 2018 r. poz. 570);
- zakaz członkostwa w organie jednostki samorządu terytorialnego obowiązujący członków kolegiów i pracowników regionalnych izb obrachunkowych – art. 23 ust. 2 ustawy z dnia 7 października 1992 r. o regionalnych izbach obrachunkowych (Dz.U. z 2025 r. poz. 7);
- zakaz członkostwa w organach samorządu terytorialnego dotyczący prezesa, wiceprezesów, pracowników i dyrektorów oddziałów wojewódzkich Narodowego Funduszu Zdrowia, członków Rady NFZ i rad oddziałów wojewódzkich NFZ – art. 99 ust. 6 pkt 5, art. 103 ust. 6 pkt 6, art. 106 ust. 7 pkt 8, art. 107 ust. 6 pkt 7 i art. 112 ust. 1 pkt 4 ustawie z dnia 27 sierpnia 2004 r. o świadczeniach opieki zdrowotnej finansowanych ze środków publicznych (Dz.U. z 2024 r. poz. 146);
- zakaz łączenia mandatu radnego z członkostwem w korpusie służby cywilnej – art. 78 ust. 4 ustawy z dnia 21 listopada 2008 r. o służbie cywilnej (Dz.U. z 2024 r. poz. 409)[3].

## Naruszenie zakazu w trakcie trwania kadencji
Naruszenie zakazu wykonywania funkcji lub działalności w trakcie kadencji radnego jest także przyczyną wygaśnięcia mandatu. Jednak w takim wypadku radny nie ma już żadnego okresu na podjęcie decyzji, skoro przyjął funkcję, której nie można łączyć z mandatem radnego, to znaczy, że pogodził się z utrata mandatu radnego. Rada jest zobowiązana do podjęcia uchwały w sprawie wygaśnięcia mandatu w terminie 3 miesięcy od wystąpienia przyczyny (art. 190 ust. 2 Ordynacji wyborczej). Wystąpienie takiej okoliczności zobowiązuje radę do stwierdzenia wygaśnięcia mandatu, nawet jeżeli radny przed podjęciem uchwały zrzekł się funkcji lub zaprzestał działalności objętej zakazem.

## Statystyka
Liczba radnych poszczególnych szczebli wybieranych w roku 2006 przedstawiała się następująco:
- 37 831 radnych – w gminach
- 7991 radnych – w powiatach i miastach na prawach powiatu
- 561 radnych – do sejmiku województwa
- 407 radnych – w dzielnicach m.st. Warszawy.

Łącznie wybieranych było 46 790 radnych.
Europejską tendencją jest reprezentowanie przez jednego radnego niewielkiej liczby osób. W Norwegii jest 11 138 radnych (5 mln ludności), a w Wielkiej Brytanii 19 689 (62 mln ludności). W 46 mln Hiszpanii w 8112 jednostkach samorządowych funkcjonuje około 65 000 radnych. W Słowenii 1,6 mln osób wybrało w 2010 r. 3323 radnych gminnych w 208 gminach (z tego w 10 miejskich). W Szwajcarii w 26 kantonach jest 2678 radnych. We Francji natomiast w 22 regionach wybiera się 1722 regionalnych radnych, z kolei duże miasta jak Paryż (172) lub Marsylia (101) są reprezentowane zdecydowanie liczniej. Odmiennie prezentowana sytuacja wygląda w Stanach Zjednoczonych, gdzie wszyscy radni wybierani są w okręgach jednomandatowych. W Nowym Jorku jest 51 radnych miejskich (około 8,1 mln ludności), a w Los Angeles 15 (3,8 mln).